# Slane
Slane (in irlandese Baile Shláine) è un villaggio della contea di Meath, in Irlanda.
Questo centro abitato è stato fondato dalla famiglia Flanders (ora Fleming), successivamente emigrati in America. Il centro della località è un ottimo esempio urbanistico di villaggio del XVIII secolo, con quattro case in stile georgiano. Questi edifici sono posti nell'intersezione delle due principali strade del paese, formando un ottagono noto come The square (la piazza).
Il villaggio è noto per ospitare l'omonimo castello.

## Aree archeologiche
Nei pressi del villaggio, vi è la necropoli di Brú na Bóinne risalente al neolitico posta adiacente al fiume Boyne.